# آل العيسى
آل العيسى هي عائلة عربية مسيحية ظهرت في مدينة يافا بفلسطين في القرن العشرين. عُرفت العائلة ب«فكرها وسياستها وأدبها»، وكان أعضائها عيسى العيسى وابن عمه يوسف العيسى من أوائل الذين حذروا من الحركة الصهيونية في فلسطين الانتدابية. كما كانوا من أوائل من روجوا للقومية الفلسطينية من خلال صحف ومجلات عائلاتهم العديدة، أبرزها فلسطين التي تأسست في 1909. إلى جانب المطبوعات الأخرى؛ الأصمعي، ألف باء، والبلاد. تقيم العائلة حالياً في القدس. ومع ذلك، يعيش العديد من أفراد الأسرة في المهجر، خاصةً في الدول الشامية المجاورة والدول الغربية مثل الولايات المتحدة وتشيلي.

## أعضاء بارزون
- حنا العيسى: من أوائل الصحافيين في فلسطين الذين أسسوا مجلة الأصمعي في 1908.
- جريس العيسى: شاعر يعتبر من مفكري فلسطين الأوائل.
- سليمان العيسى: ابن جريس وهو شاعر بارز أيضاً.
- عيسى العيسى: مؤسس جريدة فلسطين في يافا بفلسطين في 1909.
- يوسف العيسى، ابن عم عيسى، شارك في تأسيس جريدة فلسطين أيضاً في 1909، كما أسس جريدة ألف باء في دمشق، سوريا.
- رجا العيسى: نجل عيسى، تولى منصب مدير الجريدة بعد وفاة والده، كما كان أول رئيس لنقابة الصحافيين الأردنيين في عمان، الأردن، في 1956.
- داود العيسى: ابن شقيق عيسى، وكان يشغل أيضاً منصب مدير صحيفة، أسس جريدة البلاد في القدس في 1956 وأصبح عضواً في نقابة الصحفيين الأردنيين في 1976.[10]
- جورجيت العيسى: مُناضلة وناشطة سياسية واجتماعية ونسوية فلسطينية مسيحية.[11][12]